# المدافن (فرع العدين)

تعديل مصدري - تعديل

المدافن محلة تابعة لقرية الهلج، التابعة لعزلة العاقبة بمديرية فرع العدين إحدى مديريات محافظة إب في الجمهورية اليمنية، بلغ تعداد سكانها 124 حسب تعداد اليمن لعام 2004.